# Lista de prêmios e indicações recebidos por Rodrigo Lombardi
Rodrigo Lombardi é um ator brasileiro. Estreou como ator no espetáculo infantil João e o Pé de Feijão, antes estrear na televisão, na novela Meu Pé de Laranja Lima, da TV Bandeirantes. No teatro, dentre outras peças, atuou em A Mandrágora (2004) Ricardo III (2006) e Don Juan (2012). Revelou que fez cerca de 50 testes para conseguir um papel de destaque na televisão. Contou também que antes de ser chamado para atuar em Bang Bang, novela que marcou sua estreia na Rede Globo, em 2005, estava tentando ser vendedor de loja no shopping. O mesmo afirma que chegou a pensar em desistir da profissão, devido a dificuldade para se conseguir bons trabalhos.
Foi durante a encenação da peça A Mandrágora, que um produtor da Rede Globo o descobriu. A partir de sua estreia na emissora carioca, fez um trabalho emendado no outro, tendo atuado em 2006, na novela Pé na Jaca, como Tadeu, irmão do protagonista Lance (Marcos Pasquim); em 2007, na novela Desejo Proibido, como o jornalista canalha Ciro e, em 2009, na novela Caminho das Índias, como Raj, seu primeiro protagonista, onde despontou de bastante destaque.
Em 2009, antes de ser confirmado a frente do papel título de Caminho das Índias, Rodrigo estava confirmado para a minissérie Maysa, mas Glória Perez (autora de Caminho das Índias) fez questão de ter o ator em sua novela e, Jayme Monjardim (diretor de Maysa) o liberou para a obra.
Em 2010, pôde ser visto novamente em horário nobre, com o personagem Mauro, um dos protagonistas da novela Passione.
Em 2011 viveu mais um importante papel em sua carreira: o protagonista Herculano Quintanilha na novela das onze O Astro, cujo último capítulo foi exibido no dia em 28 de outubro de 2011.
Em 2012 atuou na novela Salve Jorge, de Glória Perez, interpretando o protagonista Théo.
E em 2014, o ator voltou para a dramaturgia no reboot das seis Meu Pedacinho de Chão.
Em 2015 interpretou o grande vilão obsessivo Alexandre Ticiano em Verdades Secretas.

## Prêmios e indicações
| Ano  | Prêmio                       | Categoria             | Indicação             | Resultado |
| ---- | ---------------------------- | --------------------- | --------------------- | --------- |
| 2009 | Prêmio Arte Qualidade Brasil | Melhor Ator           | Caminho das índias    | Venceu    |
| 2009 | Prêmio Extra de TV           | Melhor Ator           | Caminho das índias    | Venceu    |
| 2009 | Melhores do Ano              | Melhor Ator           | Caminho das índias    | Indicado  |
| 2011 | Prêmio Extra de TV           | Melhor Ator           | O Astro               | Indicado  |
| 2011 | Melhores do Ano              | Melhor Ator           | O Astro               | Indicado  |
| 2013 | Prêmio Contigo! de TV        | Ator de Novela        | Salve Jorge           | Indicado  |
| 2014 | Prêmio Quem de Televisão     | Melhor Ator           | Meu Pedacinho de Chão | Indicado  |
| 2015 | Prêmio Extra de Televisão    | Melhor Ator           | Verdades Secretas     | Venceu    |
| 2015 | Prêmio Quem de Televisão     | Melhor Ator           | Verdades Secretas     | Indicado  |
| 2015 | Melhores do Ano              | Melhor Ator de Novela | Verdades Secretas     | Indicado  |
| 2015 | Melhores do Ano NaTelinha    | Melhor Ator           | Verdades Secretas     | Indicado  |